# Imrich Deák
Imrich Deák (17. června 1946 – 28. prosince 2022) byl slovenský fotbalový záložník.

## Hráčská kariéra
V československé lize hrál za Duklu Banská Bystrica, aniž by skóroval. Debutoval v neděli 27. října 1968 v Banské Bystrici proti pražské Spartě (výhra 1:0), naposled nastoupil v neděli 8. června 1969 v domácím zápase s VCHZ Pardubice (výhra 6:1). V nižších soutěžích působil také v Lokomotívě Zvolen.

### Prvoligová bilance
| Ročník             | Zápasy | Góly | Minuty | Klub                     |
| ------------------ | ------ | ---- | ------ | ------------------------ |
| I. liga 1968/69    | 15     | 0    | 1 054  | AS Dukla Banská Bystrica |
| CELKEM I. ČS. LIGA | 15     | 0    | 1 054  |                          |